# Jan Nordlund
Jan Nordlund, född 1971, är en av låtskrivarna i produktionsteamet Bass Nation som skrev många danshits under 1990-talet och populära låtar (Vi drar till fjällen, Mera Mål och Millennium 2 med flera) med artisten Markoolio.
Nordlund var år 2000 en av grundarna till sajten Mobilehits - Sveriges första tjänst med hits som ringsignaler. Nordlund har också varit med och startat bolag som PlusFourSix, Global Media Bank, X5 Music Group och Starmony.